# گروهبان استابی
گروهبان استابی (۱۹۱۶–۱۶ مارس ۱۹۲۶) یک سگ و سمبل خوش‌یمنی برای هنگ ۱۰۲ پیاده‌نظام بود و در جنگ جهانی اول به لشکر ۲۶ (یانکی) اعزام شد. او ۱۸ ماه خدمت کرد و در ۱۷ نبرد و چهار حمله در جبهه غرب شرکت کرد. او هنگ خود را از حملات غافلگیرانه گاز خردل نجات داد، مجروحان را پیدا کرد و ظاهراً یک بار یک سرباز آلمانی را از ناحیه شلوار گرفت و او را تا زمانی که سربازان آمریکایی او را پیدا کردند، در آنجا نگه داشت. اقدامات او به خوبی در روزنامه‌های معاصر آمریکا ثبت شد.
استابی به‌عنوان برجستگی‌ترین سگ نظامی در جنگ جهانی و تنها سگی شناخته می‌شود که به درجه گروهبان ارتقا یافته است. موزه ملی تاریخ آمریکا مدال‌ها و آثار باقی مانده از او قرار دارد. انیمیشن گروهبان استابی: یک قهرمان آمریکایی به زندگی واقعی گروهبان استابی می‌پردازد.